# ساكاكيبارا ياسوماسا
ساكاكيبارا ياسوماسا (باليابانية: 榊原康政؛ بالكانا: さかきばら やすまさ) هو ساموراي ياباني، ولد في 1548 في مقاطعة ميكاوا في اليابان، وتوفي في 19 يونيو 1606 في إيدو في اليابان.